# 諸葛婉
諸葛婉（？—？），琅邪陽都人。晉武帝妃子。祖父為魏國雍州刺史、西晉太常及衞尉諸葛緒、父親為西晉廷尉卿諸葛沖，哥哥為諸葛詮。

## 生平
泰始九年春天，晉武帝選美，以充備後宮，選擇其中美貌者以紅色紗布系臂表示入選。入宮後，深得司馬炎寵愛，武帝派遣使使持節、洛陽令司馬肇策拜她為夫人。

## 延伸阅读
[在维基数据编辑]
 《晉書/卷031》，出自房玄齡《晉書》